# 鶴ケ峰本町
鶴ケ峰本町（つるがみねほんちょう）は、神奈川県横浜市旭区の地名。現行行政地名は鶴ケ峰本町一丁目から鶴ケ峰本町三丁目。住居表示実施区域。

## 地理
旭区の東部に位置し、東と北東に白根、西と北西に今宿東町、南東に鶴ケ峰、南西に今川町と接している。

### 地価
住宅地の地価は、2025年（令和7年）1月1日の公示地価によれば、鶴ケ峰本町2-28-4の地点で18万9000円/m²となっている。

## 歴史

### 沿革
- 1970年（昭和45年）11月10日 - 町名町界町名地番整理に伴い、今宿町、白根町の各一部から鶴ケ峰本町を新設、横浜市旭区鶴ケ峰本町となる[6]。
- 1988年（昭和63年）7月25日 - 住居表示の実施（旭区白根・上白根第一次地区）[7]に伴い、鶴ケ峰本町の一部を白根三丁目と白根四丁目へ編入し、白根町の一部を編入する[8]。
- 2000年（平成12年）10月23日 - 住居表示の実施（旭区鶴ケ峰本町地区）[9]に伴い、鶴ケ峰本町の全域、鶴ケ峰一丁目、鶴ケ峰二丁目、今宿東町の各一部から、鶴ケ峰本町一丁目、鶴ケ峰本町ニ丁目、鶴ケ峰本町三丁目を新設する[10]。

### 町名の変遷
| 実施後           | 実施年月日                 | 実施前（各町名ともその一部）                   |
| ---------------- | -------------------------- | ---------------------------------------------- |
| 鶴ケ峰本町一丁目 | 2000年（平成12年）10月23日 | 鶴ケ峰一丁目、鶴ケ峰二丁目、鶴ケ峰本町の各一部 |
| 鶴ケ峰本町二丁目 | 2000年（平成12年）10月23日 | 鶴ケ峰本町の一部                               |
| 鶴ケ峰本町三丁目 | 2000年（平成12年）10月23日 | 今宿東町、鶴ケ峰本町の各一部                   |

## 世帯数と人口
2025年（令和7年）6月30日現在（横浜市発表）の世帯数と人口は以下の通りである。
| 丁目             | 世帯数    | 人口    |
| ---------------- | --------- | ------- |
| 鶴ケ峰本町一丁目 | 1,179世帯 | 2,129人 |
| 鶴ケ峰本町二丁目 | 1,377世帯 | 2,679人 |
| 鶴ケ峰本町三丁目 | 510世帯   | 1,140人 |
| 計               | 3,066世帯 | 5,948人 |

### 人口の変遷
国勢調査による人口の推移。
| 年                 | 人口  |
| ------------------ | ----- |
| 1995年（平成7年）  | 5,905 |
| 2000年（平成12年） | 6,027 |
| 2005年（平成17年） | 5,692 |
| 2010年（平成22年） | 5,749 |
| 2015年（平成27年） | 5,761 |
| 2020年（令和2年）  | 5,858 |

### 世帯数の変遷
国勢調査による世帯数の推移。
| 年                 | 世帯数 |
| ------------------ | ------ |
| 1995年（平成7年）  | 2,300  |
| 2000年（平成12年） | 2,441  |
| 2005年（平成17年） | 2,419  |
| 2010年（平成22年） | 2,482  |
| 2015年（平成27年） | 2,572  |
| 2020年（令和2年）  | 2,742  |

## 学区
市立小・中学校に通う場合、学区は以下の通りとなる（2024年11月時点）。
| 丁目             | 番・番地等                             | 小学校               | 中学校               |
| ---------------- | -------------------------------------- | -------------------- | -------------------- |
| 鶴ケ峰本町一丁目 | 全域                                   | 横浜市立今宿小学校   | 横浜市立鶴ヶ峯中学校 |
| 鶴ケ峰本町二丁目 | 1〜43番                                | 横浜市立今宿小学校   | 横浜市立鶴ヶ峯中学校 |
| 鶴ケ峰本町二丁目 | 44〜51番                               | 横浜市立不動丸小学校 | 横浜市立鶴ヶ峯中学校 |
| 鶴ケ峰本町三丁目 | 1〜13番 15〜23番 24番6号 24番8号〜28番 | 横浜市立今宿小学校   | 横浜市立鶴ヶ峯中学校 |
| 鶴ケ峰本町三丁目 | 14番 24番1〜5・7号                     | 横浜市立今宿小学校   | 横浜市立今宿中学校   |

## 事業所
2021年（令和3年）現在の経済センサス調査による事業所数と従業員数は以下の通りである。
| 丁目             | 事業所数  | 従業員数 |
| ---------------- | --------- | -------- |
| 鶴ケ峰本町一丁目 | 120事業所 | 1,342人  |
| 鶴ケ峰本町二丁目 | 50事業所  | 270人    |
| 鶴ケ峰本町三丁目 | 13事業所  | 140人    |
| 計               | 183事業所 | 1,752人  |

### 事業者数の変遷
経済センサスによる事業所数の推移。
| 年                 | 事業者数 |
| ------------------ | -------- |
| 2016年（平成28年） | 184      |
| 2021年（令和3年）  | 183      |

### 従業員数の変遷
経済センサスによる従業員数の推移。
| 年                 | 従業員数 |
| ------------------ | -------- |
| 2016年（平成28年） | 1,734    |
| 2021年（令和3年）  | 1,752    |

## 交通

### 道路
- 国道16号
- 神奈川県道40号横浜厚木線

## 施設
- 横浜市立鶴ヶ峯中学校

## その他

### 日本郵便
- 郵便番号 : 241-0021[3]（集配局：横浜旭郵便局[20]）

### 警察
町内の警察の管轄区域は以下の通りである。
| 丁目             | 番・番地等 | 警察署   | 交番・駐在所 |
| ---------------- | ---------- | -------- | ------------ |
| 鶴ケ峰本町一丁目 | 全域       | 旭警察署 | 鶴ケ峰交番   |
| 鶴ケ峰本町二丁目 | 全域       | 旭警察署 | 鶴ケ峰交番   |
| 鶴ケ峰本町三丁目 | 全域       | 旭警察署 | 鶴ケ峰交番   |

## 参考資料
- “横浜市町区域要覧” (PDF).   横浜市市民局 (2016年6月). 2023年6月6日閲覧。 “横浜市町区域要覧”